# 홍석재
홍석재(1983년 ~ )는 대한민국의 영화 감독, 각본가이다. 스릴러 장편 영화 데뷔작 소셜포비아(2015)의 각본과 감독을 맡았으며 2014년 제19회 부산국제영화제에서 수상했다.

## 참여 작품
- 하트바이브레이터(2011) - 석재역
- 디바(2020) - 연출지원
- 피의 연대기(2017) - 프로덕션 슈퍼바이저
- 소셜포비아(2015년)

## 수상
- 제19회 부산국제영화제 (소셜포비아)
- 부일영화상 (소셜포비아)
- 들꽃영화상 (소셜포비아)
- 춘사영화제 (소셜포비아)